# Infarct pulmonar
Infarctul pulmonar reprezintă o formă de tromboembolism pulmonar și apare prin obliterarea unei artere pulmonare de calibru mediu; consecința acestei obstrucții este invadarea cu sânge a alveolelor deservite de respectivul ram arterial. Constituie un accident frecvent, recidivant, cu originea în ventriculul drept, tromboflebite, tromboză în situ la insuficiența cardiacă globală.

## Simptomatologie
- Debut brutal, angoasant;
- Durere acută în hemitoracele afectat (junghi);
- dispnee accentuată, brusc instalată;
- tuse seacă, chintoasă, însoțită de spute hemoptoice (nu obligatoriu);
- febră sau subfebrilitate, ce apare, de obicei, după instalarea junghiului toracic (în pleurezii febra precede junghiul toracic).